# Birger Schöldströms pris
Birger Schöldströms pris utdelas sedan 1960 av Svenska Akademien till stöd för litteratur- och personhistorisk forskning. Priset utdelas vartannat år och prissumman är 65 000 svenska kronor.

## Pristagare (urval)
- 2000 – Synnöve Clason
- 2002 – Gunnel Ahlin
- 2004 – Per Gedin[1]
- 2006 – Torkel Stålmarck[1]
- 2008 – Carina Burman[1]
- 2010 – Jonas (J) Magnusson, Cecilia Grönberg[1]
- 2012 – Carl-Göran Heidegren
- 2014 – Jenny Westerström[2]
- 2016 – Beata Arnborg[2]
- 2018 – Bo Lindberg[2]
- 2020 – Martin Kylhammar[2]
- 2022 – Henrik Meinander[3]
- 2024 – Svante Lindqvist[4]

### Fotnoter
1. 1 2 3 4 5  ”Birger Schöldströms pris”. Svenska Akademien. Arkiverad från originalet den 23 juni 2012. https://web.archive.org/web/20120623134618/http://www.svenskaakademien.se/information/pressinformation/2012/birger-scholdstroms-pris. Läst 27 maj 2012.
2. 1 2 3 4  ”Birger Schöldströms pris”. Svenska Akademien. 27 mars 2020. https://www.svenskaakademien.se/press/birger-scholdstroms-pris-5. Läst 5 september 2020.
3. ↑  ”Birger Schöldströms pris”. Svenska Akademien. 7 juni 2022. https://www.svenskaakademien.se/press/birger-scholdstroms-pris-2022. Läst 25 juni 2022.
4. ↑  ”Birger Schöldströms pris”. www.svenskaakademien.se. https://www.svenskaakademien.se/press/birger-scholdstroms-pris-2024. Läst 8 november 2024.